# Frauenberg, Steiermark
Frauenberg är en ort i kommunen Sankt Marein im Mürztal i distriktet Bruck-Mürzzuschlag i förbundslandet Steiermark i Österrike. 
Frauenberg var tidigare en självständig kommun, men blev 1 januari 2015 en del av Sankt Marein im Mürztal.
Kommunen bestod av två orter (Ortschaften) (inom parentes invånarantal 1 januari 2024):
- Frauenberg (79)
- Graschnitzgraben (85)